# 前川駅 (新潟県)

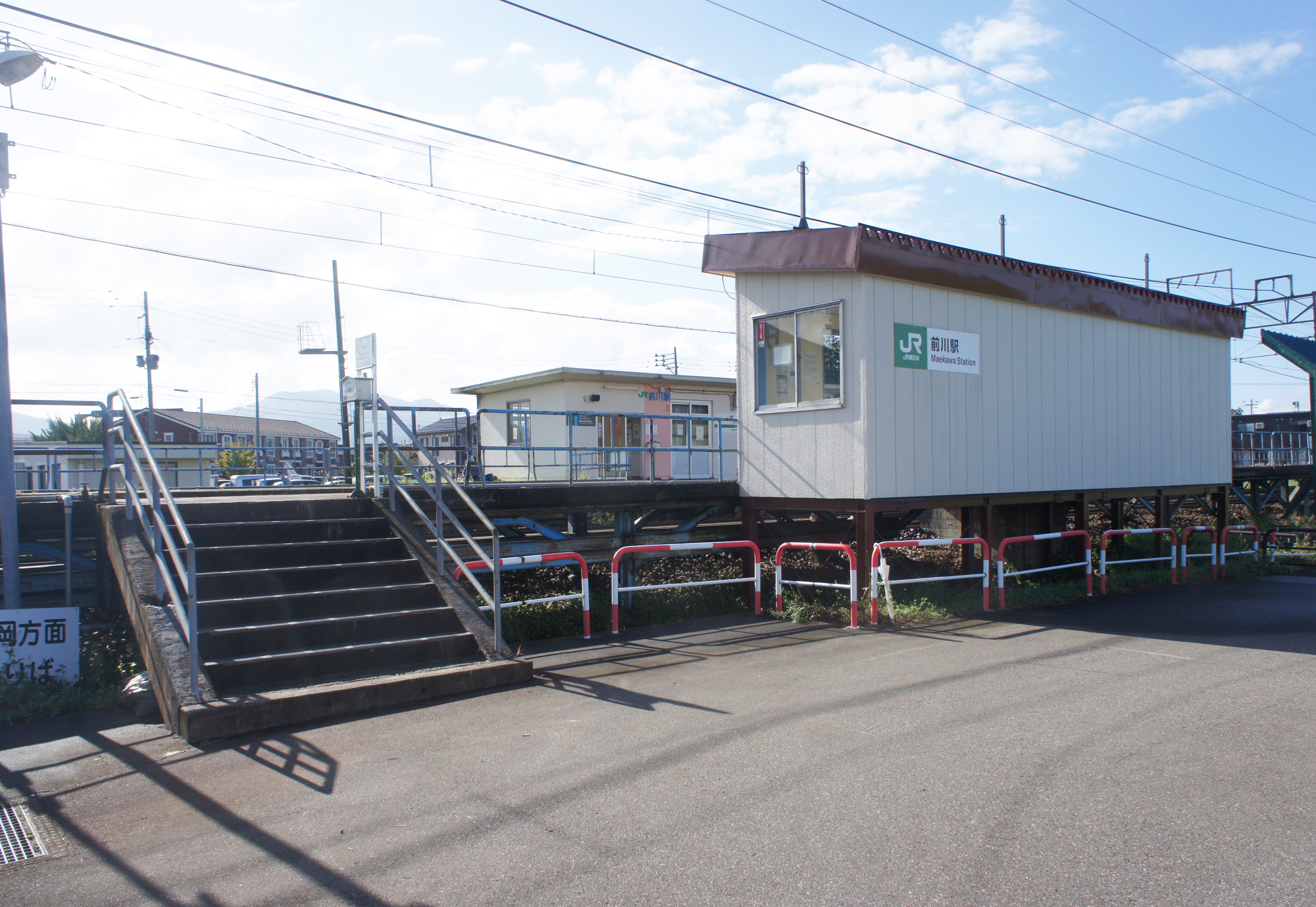
西口（2021年9月）

前川駅（まえかわえき）は、新潟県長岡市上前島町にある、東日本旅客鉄道（JR東日本）信越本線の駅である。

## 歴史
- 1963年（昭和38年）9月29日：日本国有鉄道の前川信号場として開業[2]。
- 1964年（昭和39年）8月15日：駅に昇格[1][3]。
- 1987年（昭和62年）4月1日：国鉄分割民営化により、JR東日本の駅となる[2]。
- 2017年（平成29年）8月：のりば番号（1番線、2番線）が設定される。
- 2018年（平成30年）6月7日：東口駅前広場の整備工事が完了し、供用を開始[4]。

## 駅構造
相対式ホーム2面2線を有する地上駅である。駅構内には跨線橋、踏切など、ホーム相互間の連絡手段はなく、駅舎横の地下通路もしくは新潟寄りの踏切を通行する。
長岡駅管理の無人駅である。2番線（長岡方面）、1番線（柏崎方面）ともに乗車駅証明書発行機が設置されている。

### のりば
| 番線 | 路線      | 方向 | 行先             |
| ---- | --------- | ---- | ---------------- |
| 1    | ■信越本線 | 上り | 柏崎・直江津方面 |
| 2    | ■信越本線 | 下り | 長岡・新潟方面   |

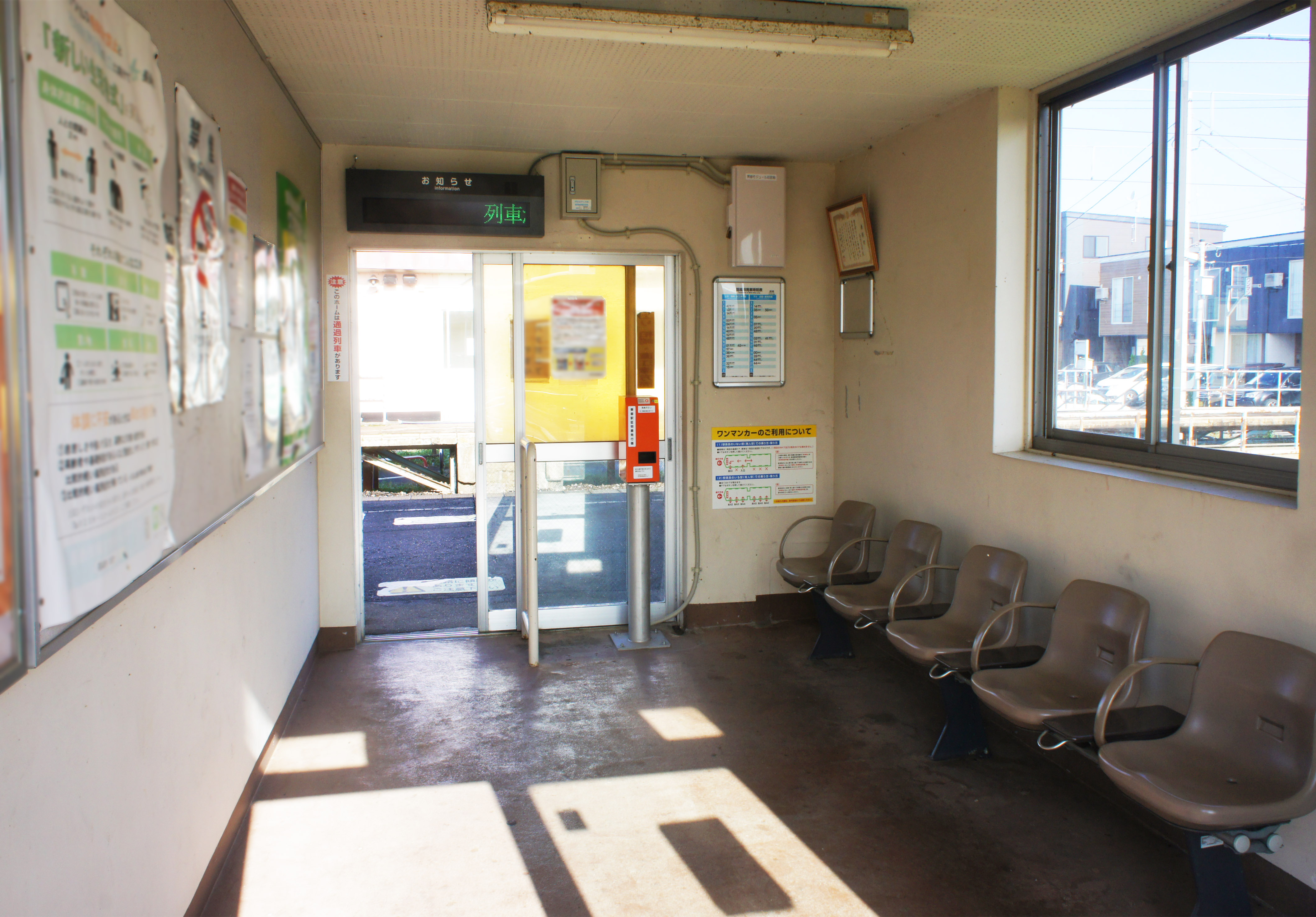
東口待合室（2021年9月）
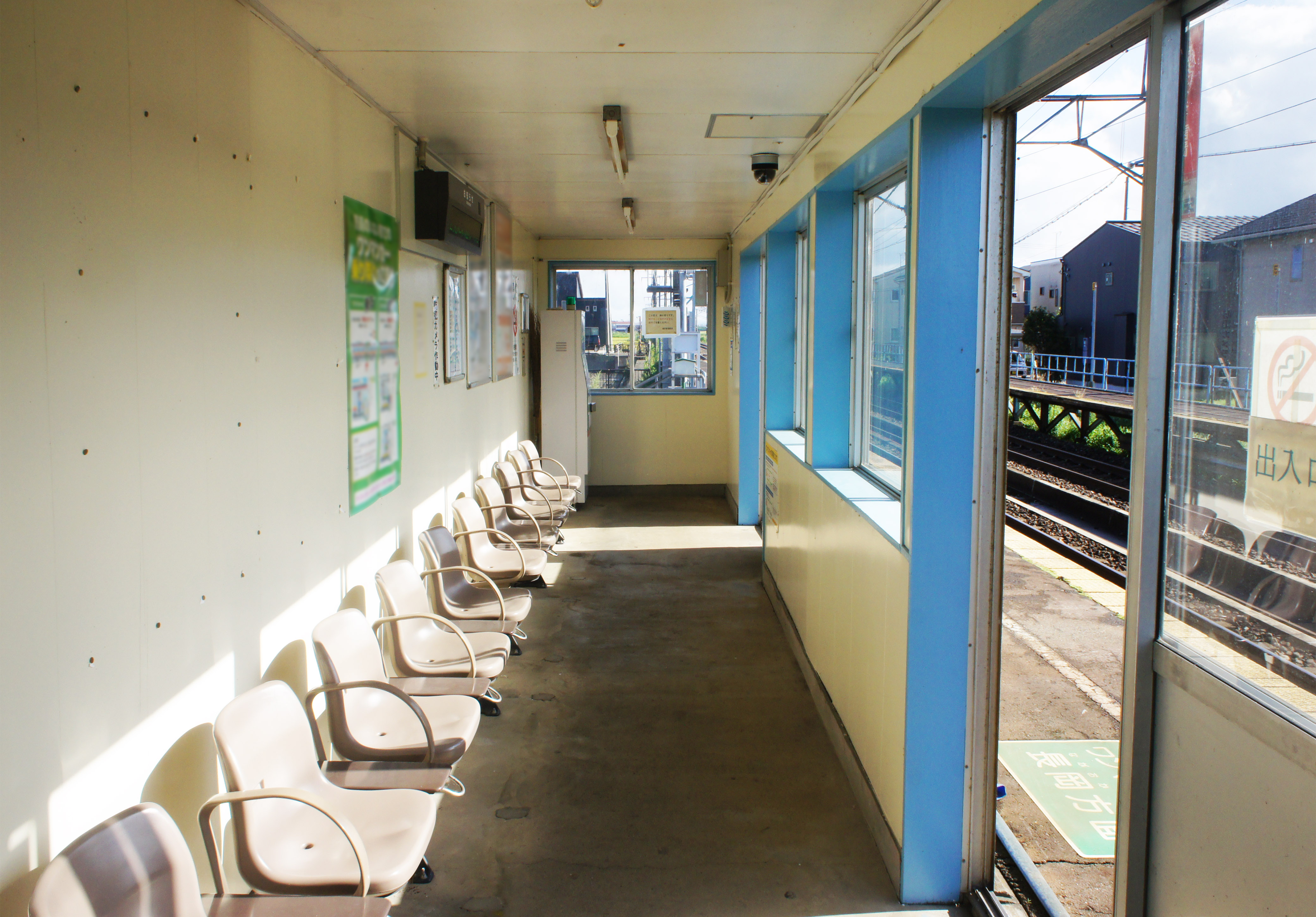
2番線ホーム待合室（2021年9月）
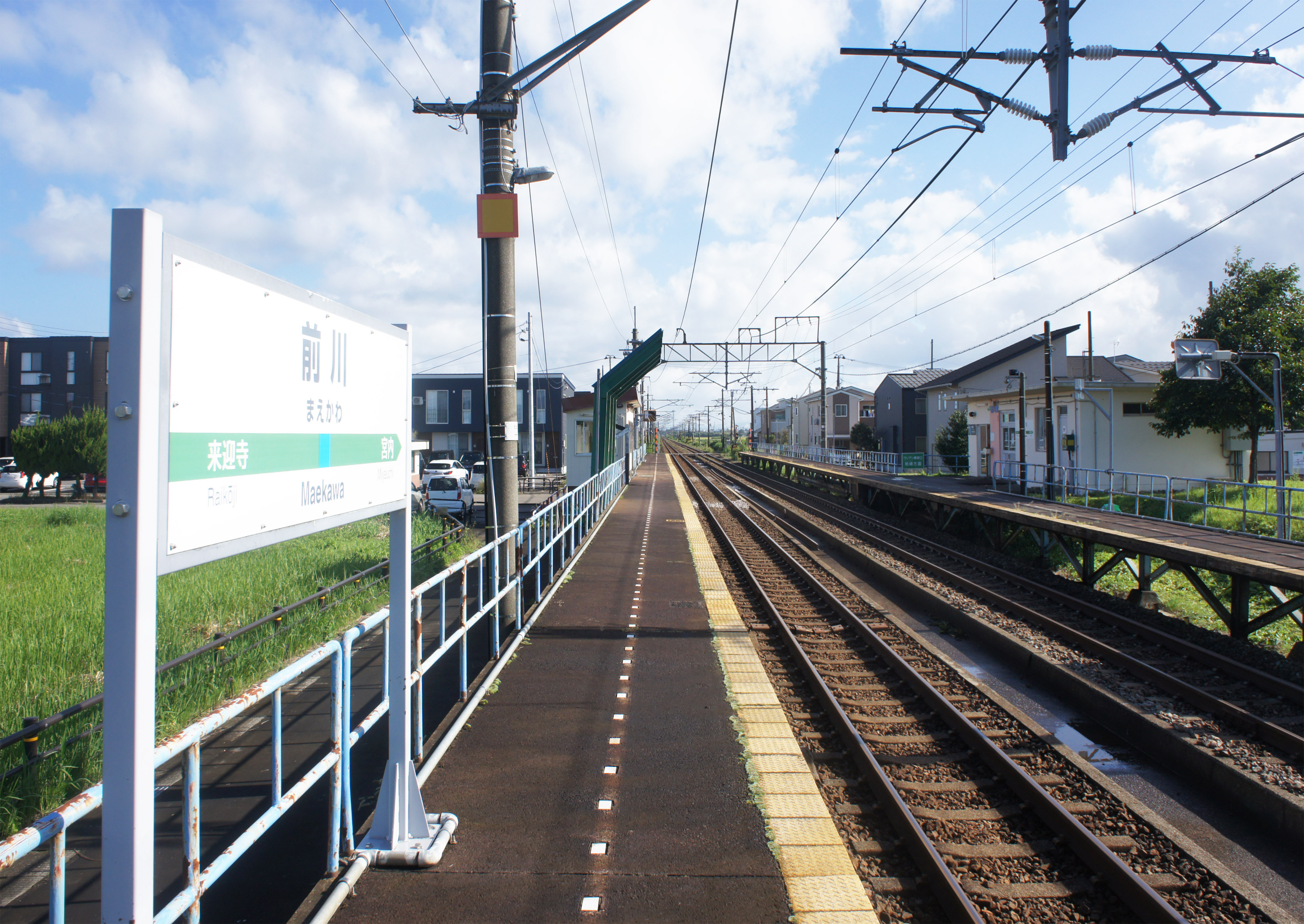
ホーム（2021年9月）
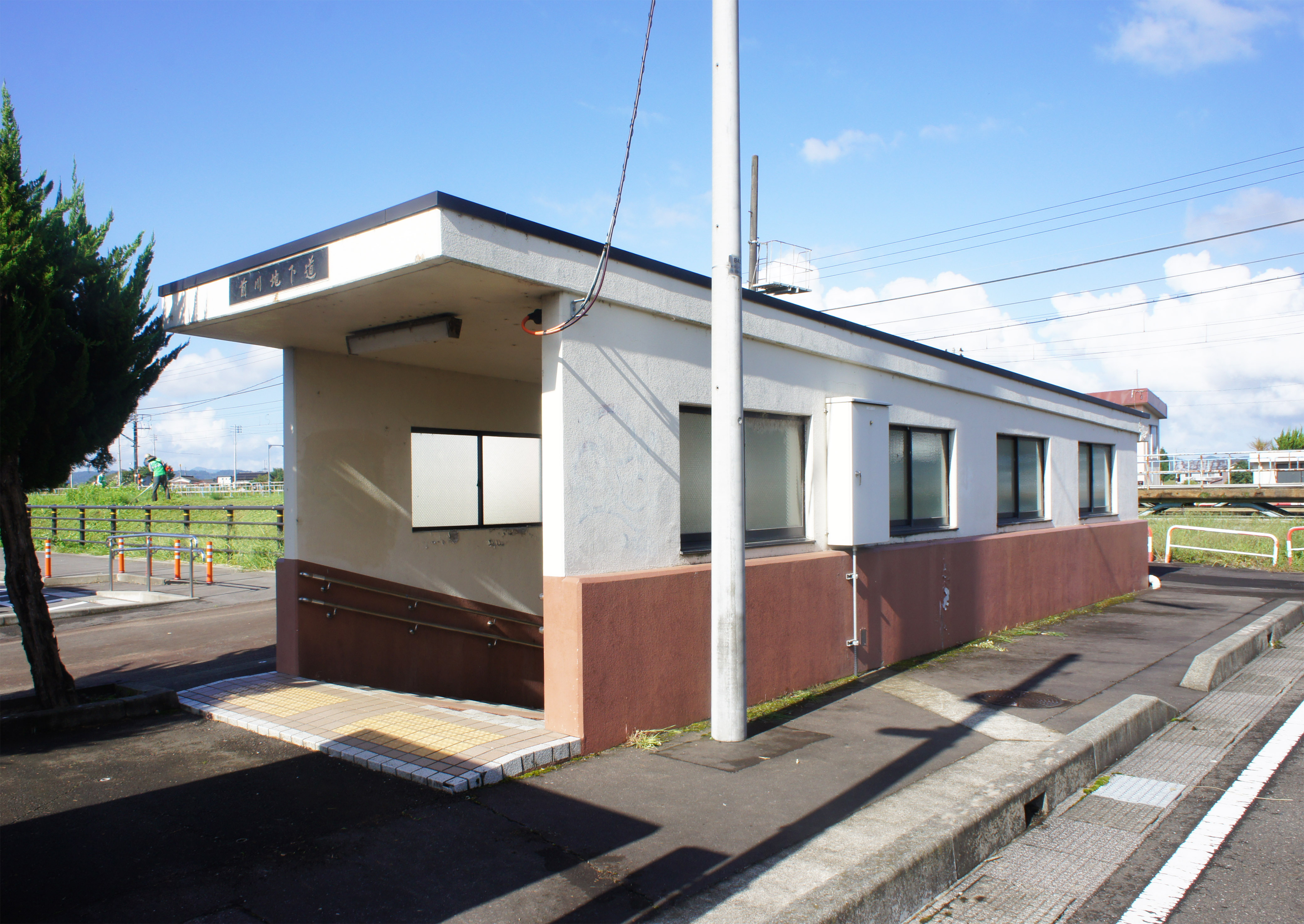
地下道（2021年9月）

## 利用状況
「長岡市統計年鑑」によると、2009年度（平成21年度）・2010年度（平成22年度）の1日平均乗車人員の推移は以下のとおりであった。
| 乗車人員推移       | 乗車人員推移     | 乗車人員推移 |
| 年度               | 1日平均 乗車人員 | 出典         |
| ------------------ | ---------------- | ------------ |
| 2009年（平成21年） | 30               | [ 6 ]        |
| 2010年（平成22年） | 30               | [ 7 ]        |

## 駅周辺

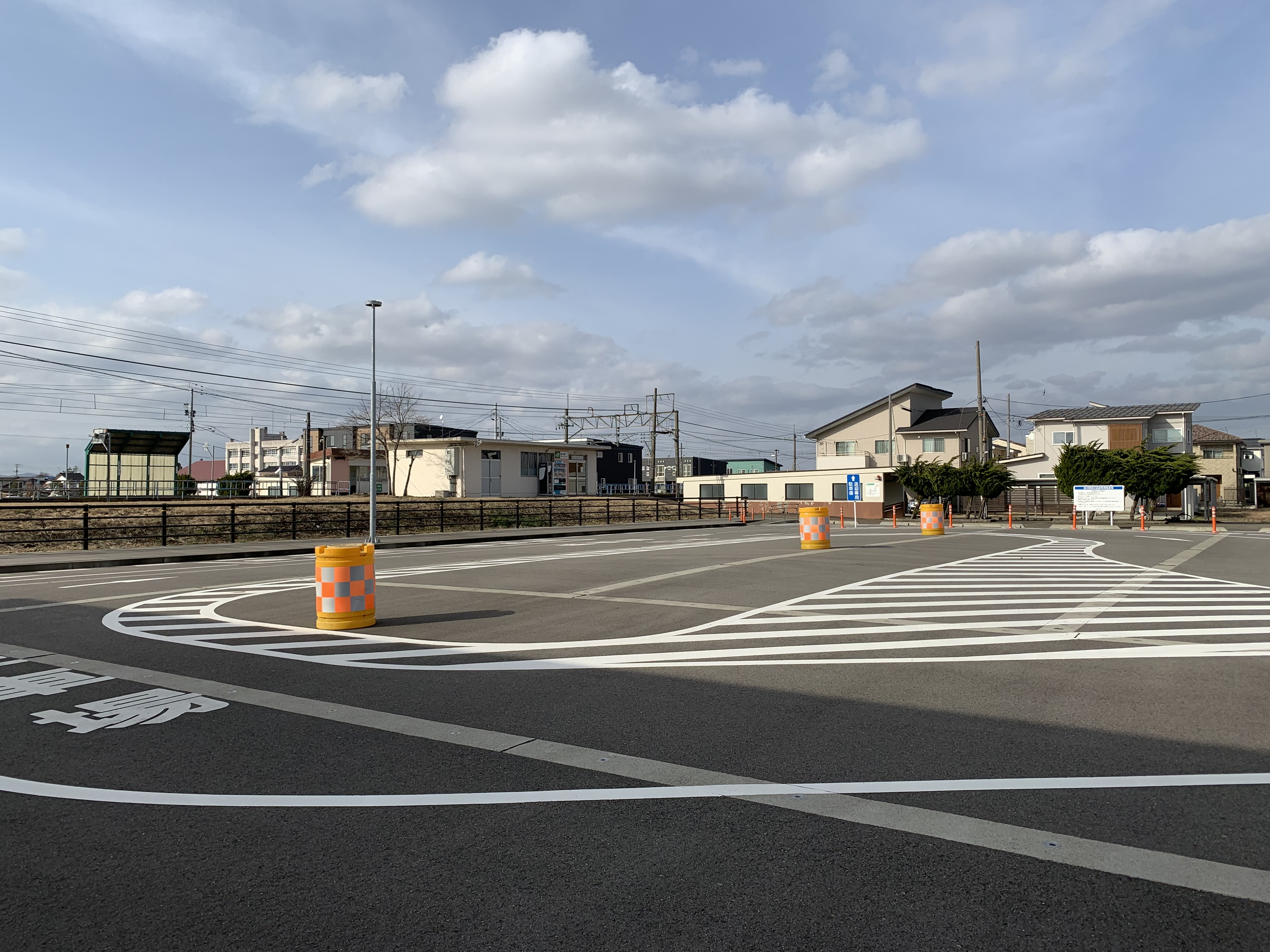
東口の駅前広場（2021年3月）

当初は駅の東西それぞれに集落が立地するほかは田園が広がっていたが、その後前川東土地区画整理事業（2008年度〈平成20年度〉- 2017年度〈平成29年度〉）による「ドリームタウン前川東」など開発が進み、駅東側は新興住宅街となったほか、前述の駅前広場が整備された。2018年（平成30年）にはデータドックのデータセンターもオープンした。
- 運転免許センター長岡支所
- 長岡市立前川小学校
- 新潟県道499号山田中潟線

## バス路線
駅西側の県道499号沿いに越後交通「前川駅」バス停がある。
- （急行）長岡駅前＝前川＝免許センター＝来迎寺＝片貝＝小千谷車庫前 線
- 長岡駅前＝市立劇場＝水梨＝前川＝免許センター 線

## 隣の駅
東日本旅客鉄道（JR東日本）
■信越本線
■快速
通過
■普通
来迎寺駅 - 前川駅 - 宮内駅